# Принц Хаоса
«Принц Хаоса» (англ. Prince of Chaos) — роман американского писателя Роджера Желязны, вышедший в 1991 году. Пятая и последняя книга из второй пенталогии цикла романов «Хроники Амбера», где главным героем является Мерлин.
На русский язык в разное время роман переводили: Ян Юа, Е. Волковыский, Н. Белякова, Т. Источникова, Е. Доброхотова-Майкова, Р. Ольшевский.

## Сюжет
Мерлин присутствует на коронации Люка (Ринальдо) и Корал (заключивших династический брак) как неофициальный представитель амберского двора. Мерлин узнаёт о кончине своего приёмного отца Савелла, герцога Грани и что очередь претендентов на престол Хаоса резко уменьшилась, и есть люди, желающие видеть его самого на этом троне. В то же время он продолжает поиски отца — Корвина. Выясняется, что Корвин жив: он находился в плену у Дары, матери Мерлина.
Мерлин узнаёт о способности Лабиринта и Логруса создавать копии существ, проходивших по ним; а теперь в борьбу стихий вовлечена и третья сила — Лабиринт, созданный Корвином. Не желая становиться ни на чью сторону, Мерлин использует свои источники волшебного могущества — суперкомпьютер Колесо-призрак и кольцо-спикард. Тем временем родственники Мерлина — Дара, Мэндор и Сухай — расчищают ему дорогу к трону.

## Отзывы и критика
По мнению обозревателя журнала Kirkus Reviews  Желязны этой книгой расчистил дорогу для других дополнений к «уже абсурдной и бессмысленно затянутой серии».

## Библиографическая информация
- OCLC 23767657
- Классификация Библиотеки Конгресса (LCC) PS3576.E43 P7 1991
- Десятичная классификация Дьюи 813/.54 20